# 루소포비아
루소포비아(반포감정 反葡感情포르투갈어: Lusofobia)는 반포르투갈 감정을 나타내는 용어로, 현재의 포르투갈 영토에 세워진 고대 로마 제국의 속주인 루시타니아와 공포를 뜻하는 포비아의 합성어이다. 주로 포르투갈어권 국가에서 사용되어 왔으며, 영어권에서는 제한적으로만 알려졌다.
이 용어는 19세기 브라질의 국가주의자들에 의하여 자주 사용되었으며,특히 리우데자네이루와 페르남부쿠의 자유주의 정치인들이 포르투갈의 브라질 경제에 대한 간섭의 축소를 지지하면서 사용하였다.
오늘날 브라질-포르투갈의 관계는 미국-영국의 관계와 비슷하게 기본적으로 약간의 자존심 경쟁적인 요소를 포함하여 우호적으로 잘 유지되고 있다.
20세기 들어서 포르투갈의 역사가 긴 독재와 식민지 상실, 경제침체등으로 이어지면서 경제발전이 부진한 부정적인 이미지를 주게 되었다. 1980년도 이코노미스트는 포르투갈에 대해 "유럽에 있는 아프리카의 유일한 식민지"라는 묘사를 하기도 하였다.
또한 1960년대에서 1980년대 사이에 많은 포르투갈인들이 미국, 독일, 프랑스, 스위스, 룩셈부르크 등의 국가에 더 나은 일자리를 찾아 이주노동자로 일하게 됨으로써 해당국가에서 포르투갈인은 게으르다는 편견이 생기게 되었다. 그러나, 일반적으로는 이들 포르투갈인 노동자들은 생산적이고 유능하며 해당국가국민들과 큰 마찰을 일으키지 않은 것으로 평가받고 있다.
또한 포르투갈의 혼혈 장려 정책은 토착민과의 혼혈을 금기시했던 서유럽 및 북유럽 국가들에게 이들을 인종적으로 열등하게 여기는 배타적 경향을 나타나게 하였다. 그러나 그 결과 오늘날 광범위한 혼혈이 이루어진 포르투갈의 대표적 식민지였던 브라질과 포르투갈의 관계는 영국, 네덜란드등 서유럽 국가의 식민지였던 국가들과의 관계보다 우호적이다.
1970년대 포르투갈의 해외식민지 방기정책은 국제적인 이미지 저하를 가져왔을 뿐 아니라 모잠비크, 앙골라, 기니비사우 등은 갑작스런 권력의 공백으로 독립과 동시에 곧 긴 내전에 휩싸이게 되었다.
동티모르에서 포르투갈이 철수하고 인도네시아가 동티모르를 자국의 영토로 흡수했을 때, 오스트레일리아에서는 이에 반발하여 반 포르투갈 감정이 일었다.
그러나 오스트레일리아 정부는 공식적으로 자국의 이익에 준거하여 인도네시아의 행위를 묵인했고, 포르투갈은 무책임하다는 비난을 받았으나, 곧 포르투갈어권 국가들과 함께 외교적으로 동티모르의 민족자결권을 지원하는 정책을 폈다. 동티모르의 독립운동 지도자들은 대부분 포르투갈의 지원을 받았다. 